# 카이아초역
카이아초역(이탈리아어: Caiazzo)은 밀라노 지하철의 2호선의 역이다.
1969년 9월 27일 2호선의 '카이아초 - 카시나 고바' 구간이 처음으로 개통되면서 문을 열었으며, 이후 1970년 첸트랄레 역까지 연장 개통될 때까지 2호선의 종착역이었다.
이 역은 밀라노 코무네 내의 카이아초 광장 (Piazza Caiazzo)에 위치해 있다. 이 역 근처를 지나가는 트롤리버스 90, 91, 92번 노선과 환승할 수 있다.

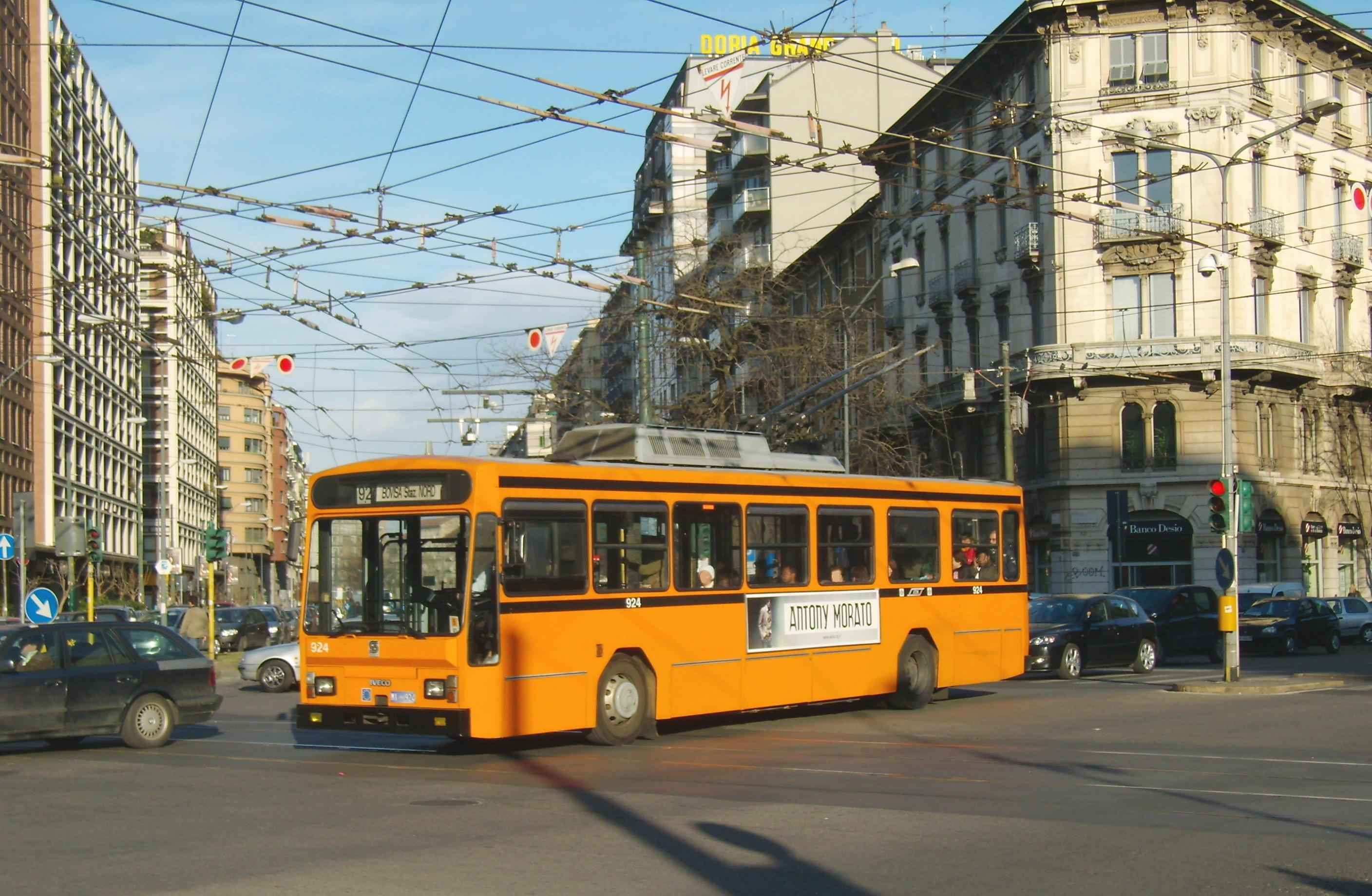
카이아초 광장을 지나가는 92번 노선의 트롤리버스

## 시설
이 역에는 다음과 같은 시설이 있다.
- 에스컬레이터
- 승차권 자동 판매기
- 역 감시카메라